# Gamel (bestuurslaag)
Gamel is een bestuurslaag in het regentschap Cirebon van de provincie West-Java, Indonesië. Gamel telt 4156 inwoners (volkstelling 2010).